# Slag bij Valtierra
De Slag bij Valtierra is een veldslag die op 24 januari 1110 in Valtierra plaatsvond, dat toen deel uitmaakte van het koninkrijk Pamplona en Aragon. De troepen van de koning van de taifa Zaragoza al-Mustain II verzetten zich tegen de Aragonese troepen van koning Alfonso I. De strijd was een zware nederlaag voor al-Mustain II die daar stierf.